# Sandra Haynie
Sandra Jane Haynie (Fort Worth, Texas, Estados Unidos, 4 de junio de 1943) es una golfista estadounidense que se destacó en el LPGA Tour en las décadas de 1960 a 1980. Logró 42 victorias, fue nombrada Jugadora del Año 1970 y se ubicó en el segundo puesto en la lista de ganancias en cinco temporadas.
Haynie triunfó en cuatro torneos mayores: el Campeonato de la LPGA de 1965 y 1974, el Abierto de Estados Unidos de 1974 y el Abierto de Canadá de 1982. También fue segunda en el Campeonato de la LPGA de 1975 y 1983, el Abierto de Estados Unidos de 1963, 1970 y 1982, el Campeonato Dinah Shore de 1974 y 1982, el Abierto de Canadá de 1973 y el Abierto del Oeste de 1967.
Luego de obtener títulos amateur en Texas, Haynie debutó en el LPGA Tour en 1961. Al año siguiente logró sus dos primeras victorias. En 1965 ganó el Campeonato de la LPGA y el Abierto de Macktown, y acumuló 13 top 5. En 1966 ganó cuatro torneos y acumuló 22 top 5.
En 1970 consiguió dos victorias y cinco segundos puestos, tras lo cual recibió el premio a Jugadora del Año. En 1971 logró cuatro victorias y once top 5. En 1972 ganó tres torneos y obtuvo doce top 5. En 1973 venció tres veces y fue segunda cinco veces.
Haynie ganó seis torneos en 1974, entre ellos el Campeonato de la LPGA y el Abierto de Estados Unidos, y consiguió once top 5. En 1975 logró cuatro triunfos y diez top 5. En 1982 obtuvo dos victorias en Rochester y el Abierto de Canadá, así como cinco segundos puestos y doce top 5.
La golfista ingresó en el Salón de la Fama del Golf Mundial en 1977. Como veterana, jugó la Copa Handa entre 2006 y 2009.